# Agapito Sánchez
Agapito Sánchez (* 14. Februar 1970 in El Aguacate, Dominikanische Republik; † 15. November 2005 in Santo Domingo, Dominikanische Republik) war ein dominikanischer Profiboxer und Weltmeister der WBO im Superbantamgewicht.

## Boxkarriere
Als Amateurboxer hatte er eine Bilanz von 68 Siegen (davon 62 durch K. o.) und 8 Niederlagen. 1989 wechselte er ins Profilager und konnte anfangs nicht wirklich überzeugen. In seinen ersten elf Kämpfen gegen Aufbaugegner, musste er bereits drei Punktniederlagen und zwei Unentschieden hinnehmen. Die restlichen sechs Kämpfe konnte er gewinnen, davon fünf durch K. o.
Anschließend gewann er neun Kämpfe in Folge, darunter gegen den späteren dominikanischen Meister Andres Adames (K. o. in der 1. Runde) und den vierfachen WM-Herausforderer Manuel Jesús Herrera (K. o. 4. Runde). Am 16. Oktober 1992 wurde er mit einem Punktesieg gegen Julio César Pérez, Dominikanischer Meister im Bantamgewicht. Nach zwei weiteren Punktsiegen, gewann er am 29. Juni 1993 durch K. o. in der zehnten Runde gegen Vinicio Rosario, den Dominikanischen Meistertitel im Superfliegengewicht. Nach einem weiteren Punktesieg zwei Monate später, verlegte er seinen Wohnort in die Vereinigten Staaten und wurde fortan vom Mexikaner Ricardo Maldonado gemanagt.
Gleich in seinem ersten Kampf in den Vereinigten Staaten am 28. Mai 1994 in Lake Charles gewann er durch Punktesieg gegen den späteren WBU-Weltmeister Max Gómez (11 Siege – 4 Niederlagen – 1 Unentschieden), den US-amerikanischen Meistertitel im Superbantamgewicht. Am 29. Oktober verlor er den Titel jedoch durch Disqualifikation in der achten Runde an Maui Díaz (26-1-0).
Am 25. April 1995 gewann er durch Punktesieg gegen José Pantaleón (19-4-0), den Internationalen Meistertitel der WBC im Federgewicht. Nach einem weiteren Punktesieg, boxte er am 22. August 1995 in South Padre Island um den Weltmeistertitel der WBO im Superbantamgewicht. Sein Gegner war der ungeschlagene Mexikaner Marco Antonio Barrera (37-0-0), der gegen Sánchez seine dritte Titelverteidigung bestritt. Sánchez gelang zwar in Runde 12 ein Niederschlag, er verlor nach 12 Runden jedoch nach Punkten.
Nach drei Aufbausiegen in Texas und New York, boxte er am 21. April 1997 in Kalifornien um den Nordamerikanischen Meistertitel der WBO im Federgewicht. Dabei unterlag er jedoch Juan Manuel Márquez (19-1-0) nach Punkten. In seinem nächsten Kampf am 6. Juni in Las Vegas, unterlag er erstmals durch K. o. gegen den späteren WBC-Weltmeister César Soto (46-7-2). Am 8. August erlitt er eine weitere Punkteniederlage gegen den ungeschlagenen, zweifachen WBA-Weltmeister Freddie Norwood (27-0-1).
Am 21. Februar 1998 siegte er in Las Vegas nach Punkten gegen den späteren IBF-Weltmeister Javier Jáuregui (38-7-1). Gegen den späteren WBC-Weltmeister Guty Espadas junior (24-2-0), musste er jedoch am 20. April eine Niederlage nach Punkten hinnehmen.
Nach einem Punktesieg gegen Nestor López (17-4-2), boxte er am 23. Oktober 1998 gegen den zweifachen WBC-Weltmeister Óscar Larios (29-1-1) um den Interkontinentalen Meistertitel der WBO im Superbantamgewicht und gewann den Titel durch K. o. in der fünften Runde. Nach fünf weiteren Siegen erhielt er am 17. Juni 2000 die Chance auf den Zentralamerikanischen Meistertitel („Fecarbox“) der WBC im Superbantamgewicht, den er durch K. o. in der elften Runde gegen Gerardo Martínez (21-1-1) gewann. Nach einem folgenden Punktesieg gegen den WM-Herausforderer Juan Carlos Ramírez (21-2-0), qualifizierte er sich für einen WM-Kampf der WBO im Superbantamgewicht gegen Jorge Monsalvo (29-1-0). Diesen Kampf, der am 23. Juni 2001 in Las Vegas ausgetragen wurde, gewann Sánchez durch K. o. in der siebenten Runde. Jedoch gehörte die WBO damals noch nicht zu den bedeutenden Verbänden.
Am 10. November 2001 bestritt er in San Francisco einen Titelvereinigungskampf gegen IBF-Weltmeister Manny Pacquiao, dem ungeachtet der Gewichtsklassen besten Boxer der Welt. Der Kampf endete in der sechsten Runde mit einem technischen Unentschieden. Aufgrund eines unabsichtlichen Kopfstoßes durch Sánchez, hatte Pacquiao eine blutende Cutverletzung erlitten, die zum Abbruch des Kampfes durch den Ringarzt geführt hatte. Daraufhin wurden die Punktezettel ausgewertet, auf denen zu diesem Zeitpunkt trotz zweier Punkteabzüge gegen Sánchez ein Gleichstand herrschte.
In seiner zweiten Titelverteidigung am 26. Februar 2004 in San Diego, verlor er seinen Titel jedoch durch K. o. in der siebenten Runde an den ungeschlagenen Joan Guzmán (20-0-0). Nach Punktesiegen gegen Francisco Mateos (20-7-4) und Rogers Mtagwa (18-8-2), unterlag er im Dezember 2004 durch K. o. in der elften Runde dem Amerikaner Carlos Navarro (25-3-1). Nach einem K.-o.-Sieg gegen den ehemaligen WM-Herausforderer Iván Álvarez, gewann er am 22. Juli 2005 durch K. o. in der fünften Runde gegen Artyom Simonyan (14-1-1), den US-amerikanischen Meistertitel im Superbantamgewicht.
Am 17. September 2005 besiegte er den venezolanischen Meister Edison Torres durch einstimmigen Punktesieg.

## Tod
Agapito Sánchez wurde am 15. November 2005 bei einer Auseinandersetzung in einem Lokal in Santo Domingo erschossen. Er hinterließ eine Lebensgefährtin und drei Kinder. Der Täter, der zuvor Agapitos Freundin belästigt hatte, wurde verhaftet und wegen Totschlags zu einer Freiheitsstrafe von 15 Jahren verurteilt.